# Kozia Góra (Beskid Śląski)
Kozia Góra (niem. Ziegenbock, 683 m n.p.m.), zwana także potocznie Stefanką (od nazwiska dr. Karla Steffana, bielskiego burmistrza i prezesa Beskidenverein) – szczyt na terenie Bielska-Białej.
Kozia Góra znajduje się w północno-wschodnim grzbiecie Szyndzielni. Kolejno wyróżnia się nim: przełęcz Kołowrót, szczyt Kołowrót, przełęcz Sipa (Przełęcz pod Kołowrotem), Kozią Górę, Siodło pod Równią i szczyt Równia. Porośnięta jest lasem mieszanym z przewagą buku. Szczyt ten jest celem wędrówek wielu bielszczan zarówno zimą, jak i latem. Pod szczytem znajduje się schronisko turystyczne na Koziej Górze, popularnie zwane Stefanką.
Atrakcją Koziej Góry jest będący obecnie w ruinie naturalny tor saneczkowy. Pierwsza wersja zbudowana została na przełomie XIX i XX wieku (źródła podają 1896 lub 1899 rok). Tor służył wtedy głównie turystom powstałego wtenczas schroniska „Stefanka”. W latach międzywojennych zaczął być wykorzystywany do celów sportowych. Wielokrotnie przebudowywany, w latach 50. XX wieku powiększony do najdłuższego naturalnego toru saneczkowego w Europie (2200 m długości i 30 wiraży), w roku 1966 lub 1967 rozdzielony na dwie części. Górną z kamiennymi ociosami wiraży oraz dolną z drewnianą obudową i betonowym spągiem, przeznaczoną do jazdy w lecie na tzw. ‘sankorolkach’. Dolny odcinek był wykorzystywany do lat 2000. Przed 2010 został zamknięty po nieudanej próbie przebudowy. Jego pozostałości można oglądać, idąc na szczyt z bielskich Błoni zielonym szlakiem.
Po wyjściu z Błoni na Kozią Górę szlakiem czerwonym, a później od Równi niebieskim, znajduje się stół ołtarzowy „Jan”, ustawiony w miejscu, w którym w czasach kontrreformacji odbywały się tajne nabożeństwa bielskich ewangelików.
Przez Kozią Górę prowadzi także żółty szlak z Bielska-Białej (Cygański Las) na Szyndzielnię. Tuż przy tym szlaku znajdowała się niegdyś skocznia narciarska. Dziś jedynym śladem po niej jest pozbawiony drzew stromy stok.
Na początku XX w. na szczycie Koziej Góry niemieccy bielszczanie wznieśli okrągłą altanę „Steffansruhe” – obiekt poświęcony burmistrzowi Bielska – dr. Karlowi Steffanowi (stąd polska nazwa Stefanka). Drewniana konstrukcja altany zawaliła się w latach 30. XX w. Początkiem roku 2022 została odbudowana.
We wrześniu 2018 roku Radioklub Beskidzki SP9KAT uruchomił na znajdującym się pod szczytem Koziej Góry schronisku Stefanka stację pogodową systemu APRS (znak SR9WXS).

## Szlaki turystyczne
z Cygańskiego Lasu – 1:45 h
 od Równi  z Bystrej – 45 min.
 od Równi  z Szyndzielni – 1:45 h
 od Równi  z Cygańskiego Lasu – 1 h.